# 東三条実敏
東三条 実敏（東三條、ひがしさんじょう さねとし、1883年5月5日 - 1935年3月13日）は、明治から昭和期にかけての華族。正四位、男爵。

## 経歴
太政大臣などを務めた三条実美の養嗣子三条公恭の長男として生まれた。1886年、浪費癖などにより公恭が廃嫡処分となったため、実美の実子で分家の東三条家を興していた公美が三条家の嗣子となった。このため、実敏は公美の養嗣子になって東三条家を継ぎ、幼いながらも襲爵した。実父公恭は東三条家の厄介となったが、後に平民籍に編入されている。1908年、明治大学法律科卒業。

## 親族
- 父：東三条公恭
- 義父：公爵 三条公美
- 母：綏子（柳生俊順（旧柳生藩主）長女、木下俊程（旧日出藩主）養女）
- 妻：龍江（曽我祐準養女、渋谷達性四女）
- 長男：公博
- 長女：由紀子（夫：三浦慶雄）
- 次女：良子（夫：塩崎尭）